# Soviet Superstar
Soviet Superstar è una raccolta della cantante russa Alla Pugačëva pubblicata nel 1984 dalla Track Music in Scandinavia.

## Tracce
Lato A
1. Living My Life (Ах, как хочется жить) – 3:30 (Diomid Kostjurin, Alla Pugačëva)
2. Millions of Roses (Миллион роз) – 5:30 (Andrej Voznesenskij, Raimonds Pauls)
3. Birds, Tell Me (Расскажите, птицы) – 6:20 (Viktor Reznikov)
4. No Fuss! (Поднимись над суетой) – 4:20 (Il'ja Reznik, Alla Pugačëva)
5. Please Take Me with You (Ты возьми меня м мобой) – 2:50 (Il'ja Reznik, Ėduard Chanok)
6. The Old Clock (Старинные часы) – 4:40 (Il'ja Reznik, Raimonds Pauls)

Lato B
1. I’m Not Jealous Anymore (Я больше не ревную) – 5:15 (Osip Mandel'štam, Alla Pugačëva)
2. Angel on Duty (Дежурный ангел) – 4:35 (Il'ja Reznik, Alla Pugačëva)
3. Hold Me (Держи меня, соломинка) – 4:20 (Evgenij Šilonskij, Alla Pugačëva)
4. Step by Step (Лестница) – 3:50 (Il'ja Reznik, Alla Pugačëva)
5. Harlequin (Арлекино) – 4:30 (Boris Barkas, Emil Dimitrov)
6. I’m Gonna My Way Now, Mama (Вот так случилось, мама) – 3:40 (Oleg Milyavsky, Alla Pugačëva)

## Classifiche
| Classifica (1984) | Posizione massima |
| ----------------- | ----------------- |
| Finlandia         | 2                 |